# Kizuna Encounter: Super Tag Battle
Kizuna Encounter: Super Tag Battle, noto anche come Fū'un Super Tag Battle (風雲スーパータッグバトル?, Fū'un Sūpā Taggu Batoru) in Giappone, è un picchiaduro a incontri arcade del 1996 edito da SNK per la scheda hardware Neo Geo e la piattaforma domestica, ed è il sequel di Savage Reign. L'uscita della versione europea PAL è stata rara, con solo cinque copie conosciute, rendendolo un oggetto ricercato nella raccolta di videogiochi (la versione giapponese NTSC-J è identica ad eccezione della confezione e degli inserti).
Come il suo predecessore, Kizuna Encounter: Super Tag Battle è stato emulato su PlayStation 2 (pubblicata solo in Giappone), in una compilation in seguito ripubblicata nel PlayStation Store di PlayStation 4 nel dicembre 2016. La versione Neo Geo è stata distribuita per la Wii Virtual Console in Giappone il 28 giugno 2011.

## Trama
Un anno prima, King Leo creò e tenne il torneo Battle of the Beast God per vedere chi fosse abbastanza degno da sfidarlo. Nove combattenti erano entrati nel torneo, dove ognuno di loro aveva combattuto l'uno contro l'altro. Alla fine, Sho Hayate dimostrò di essere il guerriero più forte, vincendo il torneo sconfiggendo sia King Leo che il suo imitatore King Lion durante le finali della competizione.
Per vendicarsi di Hayate e di coloro che lo hanno umiliato, King Leo ha organizzato una seconda versione del torneo Battle of the Beast God, con una nuova regola: nel torneo parteciperanno squadre di due combattenti. Appreso del nuovo torneo di King Leo, ognuno dei combattenti del torneo precedente unisce le forze l'uno con l'altro a condizioni amichevoli o temporanee. Ad eccezione di Carol Stanzack (che decide di saltare il torneo per continuare il suo allenamento di ginnastica) e Nicola Zaza (troppo impegnato a dover lavorare al suo ultimo progetto scientifico), Hayate e i combattenti del torneo precedente sono tornati a combattere e sono pronti ad affrontare l'ultima sfida che viene loro presentata da King Leo.
Tuttavia, i combattenti precedenti non sono gli unici all'interno di questo torneo: vi si presentano anche due nuovi sfidanti, che hanno le loro ragioni per partecipare all'interno della nuova competizione. I combattenti riuniti devono prepararsi non solo a combattere l'uno contro l'altro e King Leo dall'interno di questo torneo, ma devono anche affrontare una minaccia sconosciuta che si trova direttamente dall'ombra di questa competizione.

## Modalità di gioco
Il sistema di combattimento di Kizuna Encounter: Super Tag Battle è simile a quello di Real Bout Fatal Fury. Tra le aggiunte degne di nota sono incluse il sistema tag, in cui i giocatori possono cambiare i personaggi nel gioco premendo il rispettivo tasto mentre si trovano nell'area tag della loro squadra. Se un giocatore perde un personaggio, indipendentemente dalla vitalità dell'altro personaggio, perde la partita. Un sistema di rotolamento simile a quello usato in The King of Fighters è presente anche in questo titolo.

## Personaggi
Ricorrent
- Chung Paifu
- Gordon Bowman
- Gozu
- Joker
- King Lion
- Max Eagle
- Mezu
- Sho Hayate

Nuovi arrivati
- [5] Rosa: Una giovane donna che brandisce una spada in combattimento e guida una resistenza contro King Leo. Quando suo fratello minore e una coppia dei suoi amici vengono rapiti da King Leo, Rosa si reca al torneo nella speranza di sconfiggere Re Leone e salvare gli ostaggi.
- Kim Sue Il: Un giovane detective della polizia coreana che usa il taekwondo e brandisce un bastone, indaga sul coinvolgimento di Joker nel torneo e cerca di arrestarlo e di sciogliere la sua banda, il Looly Po Po. È fortemente implicito che Sue Il sia un discendente di Kim Kaphwan della serie Fatal Fury e condivide alcuni dei suoi tratti (in quanto entrambi sono dotato di un forte senso di giustizia e possiedono un aspetto e un arsenale di abilità e tecniche quasi identici tra di loro). Nella versione inglese, il nome è cambiato in Kim Young-Mok.

Boss
- King Leo: Sub-Boss e organizzatore del torneo
- Jyazu: Uno sconosciuto combattente crudele e sadico che indossa un elmo di corvo d'oro in testa e indossa lo stesso abbigliamento di Gozu e Mezu (solo che l'abbigliamento è nero). Combatte con un paio di artigli affilati e usa attacchi feroci e abilità implacabili in battaglia (la maggior parte dei quali capaci di infliggere gravi danni) e imita anche alcune delle mosse di Gozu e Mezu. Il background di Jyazu è avvolto nel mistero e le sue intenzioni sono sconosciute, sebbene sia noto per essere il leader dell'organizzazione terroristica The Jaguar. Può trasformarsi in un corvo a volontà e può mascherare i suoi intenti malvagi, dandogli un vantaggio scorretto.